# Злочинна сім'я Декавальканте
Злочинна сім'я Декавальканте, також відома як злочинна сім'я Північного Джерсі або мафія Північного Джерсі, є італо-американською мафіозною організацією, що діє переважно в північній частині штату Нью-Джерсі, особливо в Елізабет, Ньюарку, Вест-Нью-Йорку та прилеглих районах. Сім'я є частиною злочинної мережі, відомої як американська мафія.
Угруповання діє на протилежному березі річки Гудзон від П'яти сімей Нью-Йорка та підтримує міцні стосунки з кожною з нью-йоркських сімей, особливо з сім'єю Ґамбіно, а також із злочинними сім'ями Філадельфії та Патріарка з Нової Англії. Організація іноді називається «Шостою сім'єю». Її злочинна діяльність включає букмекерство, бутлегерство, корупцію, наркоторгівлю, здирництво, збут краденого, шахрайство, пограбування, нелегальні азартні ігри, відмивання грошей, вбивства, проституцію, рекет, а також махінації у сферах будівництва та управління відходами.

## Історія

### Ранні роки ньюаркської сім'ї
У місті Ньюарк, Нью-Джерсі італійські злочинці були поділені на дві етнічні групи: «сицилійці» та «неаполітанці». Фракцію сицилійської мафії очолював Стефано Бадамі, тоді як фракцію неаполітанців — Руджеро Боярдо. У 1920 році з початком Сухого закону у Сполучених Штатах багато злочинних угруповань отримали можливість заробляти значні гроші через бутлегерство — продаж та транспортування нелегального алкоголю. Великі суми грошей породжували насильство, оскільки злочинці боролися за території й контроль над незаконними операціями.
У Ньюарку розгорілися бої за контроль над бутлегерськими угрупованнями, але найвпливовішими босами міста стали неаполітанець Руджеро Боярдо та єврейський гангстер Абнер Цвіллман.
Боярдо встановив контроль над районом Першого кварталу, відомого як Маленька Італія Ньюарка, і керував масштабною бутлегерською операцією в Ньюарку та по всьому Нью-Джерсі. Цвіллман натомість базувався в Третьому кварталі, де керував однією з найбільших бутлегерських операцій у штаті.
На початку 1930-х років Боярдо наказав своїй групі з Першого кварталу розширити діяльність у Третьому кварталі, змушуючи власників салунів купувати алкоголь виключно у нього. Це спровокувало війну бутлегерів між його угрупованням та бандою Цвіллмана, яка тривала кілька тижнів. Після невдалих замахів один на одного, у листопаді 1930 року обидва боси вирішили припинити війну.
Під час війни Боярдо пережив замах, коли у його автомобіль вистрілили з дробовика, завдавши йому численних поранень. Наприкінці 1930 року він був заарештований за носіння зброї, а пізніше засуджений до двох з половиною років ув'язнення. Одночасно Цвіллман отримав шість місяців тюрми за напад.
У 1930 році в Нью-Йорку почалася Кастелламарська війна, у якій Бадамі підтримав босів із Кастелламаре-дель-Ґольфо, тоді як Боярдо став на бік Джо Массерії. У вересні 1931 року після вбивства Маранцано Бадамі залишився без підтримки. Того ж місяця його заступника Сема Монако та члена сім'ї Луї Руссо було вбито, їхні тіла знайшли у затоці Ньюарк. Після цього Бадамі виїхав з міста, а сама сім'я розпалася, багато її членів перейшли до інших мафіозних угруповань, таких як сім'я Луккезе.
У 1935 році Гаспаре Д'Аміко намагався відновити вплив сім'ї, однак зазнав кількох повстань проти свого керівництва. У 1937 році після невдалого замаху на його життя він залишив США, а сім'я Ньюарка була офіційно розпущена Комісією. Територія сім'ї була розділена між П'ятьма сім'ями Нью-Йорка.

### Ранні роки сім'ї Елізабет
У місті Елізабет, Нью-Джерсі мафіозне угруповання складалося переважно з іммігрантів із Рибери, Сицилія. Група базувалася у районі Пітерстаун міста Елізабет. Найпершим відомим босом мафіозної фракції Елізабет був Філіппо Амарі. Він народився в Рибері, і переїхав до Елізабет на початку 1920-х років. За часів керівництва Амарі до фракції приєдналися Еммануель Ріггі, Луї Ларассо і Френк Маджурі. Протягом наступних років Амарі розширив вплив і був визнаний правоохоронцями США як активний учасник здирництва, рекету, лихварства та торгівлі наркотиками в Елізабет і Ньюарку.
Після втечі з Ньюарка Стефано Бадамі оселився в Оранджі, Нью-Джерсі. Він продовжив діяльність невеликої мафіозної групи та співпрацював з іншими мафіозними сім'ями. Проте Бадамі не зміг захопити контроль над угрупованням Рибери в Елізабет через недовіру до нього як уродженця Корлеоне. 31 березня 1955 року Бадамі був убитий у ресторані в Ньюарку: його вдарили ножем 40 разів. Поліція затримала Френка Монако як свідка вбивства, який підтвердив, що він був братом Сема Монако, колишнього спільника Бадамі, вбитого у 1931 році.
У 1956 році Ніколас Делмор став босом після того, як Амарі пішов у відставку та повернувся до Сицилії. Делмор був давнім членом фракції Елізабет ще з часів Сухого закону, коли він володів готелем Maple Shade Inn у Берклі Гайтс і співпрацював з Абнером Цвіллманом у пивоварній справі. У 1930 році Делмор був у розшуку через справу про вбивство федерального агента. Його арештували у 1933 році, але пізніше виправдали.
У 1957 році Делмор представляв сім'ю Елізабет на відомій зустрічі в Апалачині разом зі своїм заступником Френком Маджурі та капо Луї Ларассо. Делмор керував сім'єю Елізабет до початку 1960-х років, поки його здоров'я не почало погіршуватися. У 1964 році Делмор помер, і його племінник Сем Декавальканте став новим босом сім'ї Елізабет. Під керівництвом Декавальканте Комісія офіційно визнала сім'ю Елізабет як автономну злочинну сім'ю, яка отримала назву «Злочинна сім'я Декавальканте» у Північному Джерсі.

### Сімоне Декавальканте
Офіційна злочинна організація розпочалася із Сімоне Декавальканте, відомого як «Сем Сантехнік» і «Граф». Він народився у 1913 році та більшу частину свого життя займався незаконними азартними іграми, вбивствами та рекетом. Помер від серцевого нападу у 1997 році у віці 84 років. Декавальканте прийшов до влади у 1964 році, а в 1969 році був ув'язнений. За 1960-ті роки подвоїв кількість посвячених членів у своїй сім'ї.
Володів компанією Kenilworth Heating and Air Conditioning у Кенілворті, Нью-Джерсі, яка служила легальним прикриттям і джерелом оподатковуваного доходу, за що він отримав прізвисько «Сем Сантехнік». Також він стверджував, що походить із італійської королівської родини, за що дістав прізвисько «Граф». Здобув значну повагу завдяки тому, що мав місце у Комісії — керівному органі американської мафії, до якого входили П'ять сімей Нью-Йорка, а також мафіозі з Чикаго, Лос-Анджелеса та Флориди.
У 1969 році Декавальканте та 54 його спільники були звинувачені та віддані під суд. Він визнав себе винним у організації нелегального бізнесу пов'язаного з азартними іграми з річним оборотом у 20 мільйонів доларів. У той самий час звіт штату Нью-Йорк зазначав, що він і ще одна мафіозна сім'я контролювали 90 % порнографічних магазинів у Нью-Йорку. Декавальканте був засуджений до п'яти років ув'язнення.
На початку 1980-х років Декавальканте вийшов на пенсію та переїхав до Флориди, залишивши капо Джованні Ріггі виконувати обов'язки голови сім'ї. Після цього здебільшого тримався осторонь мафіозного бізнесу, хоча ФБР вважало, що він все ще консультував сім'ю на початку 1990-х років.

### Джон Ріггі
У 1980 році Декавальканте офіційно склав повноваження боса, передавши лідерство Ріггі, який багато років працював бізнес-агентом Міжнародної асоціації будівельників у Нью-Джерсі. Під його керівництвом сім'я отримувала величезні прибутки від трудового й будівельного рекету, лихварства, нелегальних азартних ігор та здирництва. Ріггі також наполягав на збереженні старих традицій сім'ї, які Сімоне Декавальканте вважав непотрібними. У 1981 році боси та заступники босів сімей Декавальканте і Коломбо провели зустріч, щоб розділити територію в Маямі.
Ріггі використовував свій вплив для розподілу субпідрядників і робітників на різних будівельних проєктах по всьому штату, а сім'я Декавальканте отримувала прибутки від розкрадання коштів із пенсійних і соціальних фондів профспілок. Протягом 1980-х років він продовжував керувати сім'єю, маючи заступником Джироламо Палермо та консільєрі Стефано Вітабіле. У середині 1980-х років Ріггі став підпадати під все більший вплив боса сім'ї Ґамбіно Джона Ґотті.
Після звинувачення Ріггі у рекеті в 1990 році він призначив Джона Д'Амато виконувачем обов'язків боса. Д'Амато було вбито у 1992 році через чутки про його участь у гомосексуальних актах. Після його смерті Ріггі призначив Джаккіно Амарі| новим виконувачем обов'язків боса. Амарі помер від раку шлунка у 1997 році, що створило вакуум влади в сім'ї. Високопоставлені члени організації почали боротися за лідерство в сім'ї Декавальканте.

### Керівна рада
Після смерті Джаккіно Амарі, Ріггі організував керівну панель із трьох осіб для управління діяльністю сім'ї. До складу панелі увійшли Джироламо Палермо, Вінсент Палермо та Чарльз Маджурі, а Стефано Вітабіле виступав у ролі консільєрі та радника трійки.
Однак створення панелі розлютило давнього капітана Чарльза Маджурі, який працював на сім'ю з юнацьких років і вважав, що йому завдали образи, не призначивши єдиним виконувачем обов'язків боса. Маджурі вирішив, що для здобуття повного контролю над сім'єю Декавальканте він повинен убити Вінсента Палермо та стати на чолі сім'ї. Для здійснення плану він найняв солдата Джеймса Галло, давнього союзника і друга Вінсента Палермо. Однак Галло розкрив план Маджурі самому Вінсенту.
У відповідь Вінсент Палермо вирішив замовити вбивство Чарльза Маджурі. Проте перший план не вдалося реалізувати, і зрештою вбивство було скасовано.

### Інформатори та засудження
Занепад сім'ї почався у 1998 році, коли співучасник на ім'я Ральф Гуаріно став інформатором ФБР, намагаючись уникнути тривалого тюремного терміну за участь у пограбуванні Всесвітнього торгового центру, де було викрадено 1,6 мільйона доларів. Гуаріно протягом десяти років працював під прикриттям на ФБР, записуючи розмови мафіозі про їхню злочинну діяльність. У цей період за наказом Вінсента Палермо був убитий інший мафіозі, Джозеф Мазелла.
Завдяки інформації від Гуаріно правоохоронці США провели масштабний арешт 2 грудня 1999 року, затримавши понад 30 членів і спільників сім'ї Декавальканте. Зрозумівши, що решту життя можуть провести за ґратами, Вінсент Палермо вирішив співпрацювати з ФБР в обмін на пом'якшення вироку. Це призвело до арешту ще 12 осіб протягом року, що значно підірвало ієрархію сім'ї та поставило її на межу зникнення. Інші високопоставлені мафіозі, такі як Ентоні Ротондо та Ентоні Капо, також погодилися стати свідками.
У 2001 році 20 мафіозі були звинувачені у рекеті, семи вбивствах, 14 змовах на вбивство, замаху на вбивство, здирництві у будівельній галузі та шахрайстві з акціями. Це стало четвертим обвинуваченням проти сім'ї з 1999 року. З того часу кілька інших високопоставлених членів угруповання також погодилися співпрацювати з владою в обмін на пом'якшення або скасування вироків. Правоохоронці навіть притягли до суду Джованні Ріггі, який сподівався вийти на свободу у 2003 році, але йому додали ще 10 років до терміну ув'язнення.

### Поточний стан
Між 1999 і 2005 роками близько 45 членів сім'ї Декавальканте, включаючи консільєрі та сімох капо, були ув'язнені. Зі зменшенням впливу угруповання, П'ять сімей Нью-Йорка взяли під контроль багато злочинних схем на півночі Нью-Джерсі. Джованні Ріггі залишався у в'язниці до 27 листопада 2012 року, а помер у 2015 році. Франческо Гуарачі, який довго обіймав посаду виконувача обов'язків боса помер від раку у 2016 році.
У березні 2015 року ФБР заарештувало 10 членів і спільників злочинної сім'ї за звинуваченням у змові з метою вбивства та розповсюдження наркотиків, включаючи 71-річного капітана Чарльза Станго та 72-річного консільєрі Френка Нігро. Спільники Розаріо Палі та Ніколас Діджидіо були засуджені 4 квітня 2017 року після визнання провини у розповсюдженні понад 500 грамів кокаїну. Діджидіо отримав півтора року в'язниці, а Палі був засуджений на понад 6 років. Луїджі Олівері було звинувачено у володінні контрабандними цигарками.
У березні 2017 року Станго був засуджений до 10 років федеральної в'язниці за змову з метою вбивства. За словами прокурорів, Станго хотів отримати дозвіл від керівництва Нью-Джерсі на вбивство Луїджі Олівері, але це не відбулося через відсутність відповіді. Також було заявлено, що Станго та його син планували відкрити елітний ескорт-сервіс у Томс Рівер, Нью-Джерсі.
У 2016 році Ентоні Станго-молодший був засуджений до 6 років ув'язнення після визнання провини в організації проституції, змові з метою розповсюдження п'яти грамів і більше кокаїну, розповсюдженні кокаїну на суму понад 70 тисяч доларів і володінні дробовиком.
У 2016 році давній член сім'ї Чарльз Маджурі став новим офіційним босом сім'ї.
У липні 2022 року капо Чарлі Станго був звільнений із федеральної в'язниці та переведений до нью-йоркського реабілітаційного центру.

## Боси
- 1920-ті — 1956 — Філіппо Амарі — пішов у відставку
- 1956—1964 — Ніколас Делмор Аморузо
  - Виконувач обов'язків 1962—1964 — Сем Декавальканте — став босом
- 1964—1982 — Сімоне Декавальканте — пішов у відставку
  - Виконувач обов'язків 1970-ті — 1982 — Джованні Ріггі — став босом
- 1982—2015 — Джованні Ріггі — помер від раку простати 3 серпня 2015 року
  - Виконувач обов'язків 1989—1990 — Гаетано Вастола — ув'язнений
  - Виконувач обов'язків 1990—1992 — Джон Д'Амато — убитий у січні 1992 року
  - Виконувач обов'язків 1992—1997 — Джакомо Амарі — помер від раку шлунка у 1997 році
  - Керівна рада 1997—1999 — Джироламо Палермо, Вінсент Палермо та Чарльз Маджурі — члени заарештовані
  - Керівна рада 2000—2004 — Джироламо Палермо, Стефано Вітабіле та Джузеппе Скіфілліті
  - Виконувач обов'язків 2005—2007 — Джозеф Міранда — склав повноваження
  - Виконувач обов'язків 2007—2015 — Франческо Гуарачі — став вуличним босом; помер 14 квітня 2016 року
- 2016 — донині — Чарльз Маджурі.

### У популярній культурі
Злочинна сім'я Декавальканте частково стала натхненням для вигаданої злочинної сім'ї ДіМео з телесеріалу «Клан Сопрано» від HBO. Сім'я також стала темою програми «Mob Money» на CNBC, що вийшла в ефір 23 червня 2010 року. Крім того, про них знято документальний фільм «The Real Sopranos», режисером якого виступив Томас Вайнер для британської продакшн-компанії Class Films.
У відеогрі Grand Theft Auto IV (2008) злочинна сім'я Пегоріно є вигаданою версією сім'ї Декавальканте.